# James Mason
James Neville Mason (Huddersfield, Yorkshire, 15 mei 1909 - Lausanne, Zwitserland, 27 juli 1984) was een Engels acteur die in meer dan honderd Amerikaanse en Britse films speelde. Mede dankzij zijn herkenbaar, honingzoet zalvend stemgeluid en zijn charmant uiterlijk, kon hij zowel slechteriken als hoofdrollen spelen. Hij werd driemaal genomineerd voor een Oscar, maar won er geen.

## Biografie
Mason was de zoon van een rijk koopman. Tijdens zijn studie architectuur aan Cambridge ontdekte hij het acteren. De eerste jaren was hij voornamelijk op het toneel te zien, onder andere in de Old Vic in Londen. Zijn filmcarrière begon vanaf zijn filmdebuut in 1935 met een reeks zogenaamde "quota quickies", goedkope films van magere kwaliteit die werden gemaakt zodat de Britse bioscopen het door het Britse parlement vastgestelde quotum aan getoonde Britse films konden behalen.
Mason werd tijdens de Tweede Wereldoorlog opgeroepen om in dienst te gaan, maar weigerde. In de jaren veertig zou hij uitgroeien tot een van de grootste Britse filmsterren, onder andere door zijn rollen in films van Gainsborough Pictures zoals het melodrama The Man in Grey (1943) en het kostuumdrama The Wicked Lady (1945). In 1947 speelde hij de hoofdrol in Odd Man Out van Carol Reed. De film, over een verwonde IRA-leider die probeert te ontsnappen aan de politie, werd internationaal zeer goed ontvangen.
In 1947 vertrok hij naar Hollywood. Zijn eerste Amerikaanse films, Caught van Max Ophüls en als Flaubert in Madame Bovary van Vincente Minnelli, maakte hij in 1949. Dat jaar maakte hij met Ophüls tevens The Reckless Moment. In de jaren vijftig was hij onder andere te zien als de Duitse generaal Erwin Rommel in The Desert Fox uit 1951 en The Desert Rats uit 1953 en tegenover Ava Gardner in de romantische film Pandora and the Flying Dutchman (1951). In 1952 speelde hij een slechterik in The Prisoner of Zenda en een spion in 5 Fingers van Joseph L. Mankiewicz. Het jaar daarop speelde hij Brutus in Mankiewicz' versie van Shakespeares Julius Caesar.
1954 was een zeer goed jaar voor Mason. Hij kreeg zeer goede kritieken voor zijn rol als een eens succesvolle acteur in George Cukors versie van A Star Is Born, de film die werd beschouwd als de comeback van Judy Garland. Voor deze rol kreeg hij zijn eerste Oscarnominatie, voor Beste Acteur. Mason had echter een hekel aan de Academy en weigerde naar de ceremonie te komen. Datzelfde jaar speelde hij Kapitein Nemo in de zeer populaire Disneyversie van Jules Vernes 20000 Leagues Under the Sea. Na dit succesvolle jaar speelde hij onder andere in het zware familiedrama Bigger Than Life van Nicholas Ray, een van de eerste Hollywoodfilms over medicijnenverslaving. Mason was tevens de producent van deze film. Aan het einde van de jaren vijftig was hij te zien in films als Cry Terror! (1958), als een ondergrondse onderzoeker in een andere Verne-verfilming, Journey to the Center of the Earth, en als schurk Van Dam in North by Northwest van Alfred Hitchcock (beide uit 1959).
In 1960 vertrok hij weer naar Engeland, om daar The Trials of Oscar Wilde op te nemen. Twee jaar later speelde hij de zeer lastige rol van Humbert Humbert, de gekwelde pedofiel in Stanley Kubricks versie van Lolita van Vladimir Nabokov. In 1964 was hij onder andere te zien in het historische epos The Fall of the Roman Empire van Anthony Mann, en in 1966 in de romantische komedie Georgy Girl, waar hij zijn tweede Oscarnominatie voor kreeg, ditmaal voor Beste Mannelijke Bijrol. In 1967 speelde hij een Britse spion in The Deadly Affair, de eerste van vier films die hij zou maken met regisseur Sidney Lumet.
In latere jaren speelde hij onder andere een Duitse kolonel in Cross of Iron, de oorlogsfilm van Sam Peckinpah uit 1977, een aartsengel in de succesvolle romantische fantasy Heaven Can Wait van Warren Beatty uit 1978 en eveneens uit 1978 The Boys from Brazil, tegenover onder andere Gregory Peck en Laurence Olivier. Eind jaren zeventig werd hij de mentor van de destijds onbekende Nieuw-Zeelandse acteur Sam Neill.
In 1981 schreef hij zijn autobiografie, Before I Forget. Voor een van zijn laatste rollen, die van een corrupte advocaat in Lumets The Verdict uit 1982, kreeg Mason zijn derde en laatste Oscarnominatie.

### Privé-leven
James Mason is tweemaal getrouwd geweest, met actrice Pamela Kellino van 1941 tot 1964 en met actrice Clarissa Kaye van 1971 tot zijn dood in 1984. Hij heeft twee kinderen met Pamela: actrice/scenarioschrijfster Portland Mason (1948-2004) en filmproducent Morgan Mason (1955). Morgan trouwde in 1986 met zangeres Belinda Carlisle.
Mason stierf op 75-jarige leeftijd in zijn huis in Zwitserland aan een hartaanval.

## Filmografie (selectie)
- Fire over England (William K. Howard) (1939)
- I Met a Murderer (Roy Kellino) (1939)
- Secret Mission (Harold French) (1942
- Thunder Rock (Roy Boulting) (1942)
- The Man in Grey (Leslie Arliss) (1943)
- They Met in the Dark (Karel Lamač) (1943)
- Hotel Reserve (1944) (Lance Comfort, Mutz Greenbaum en Victor Hanbury) (1944)
- The Wicked Lady (Leslie Arliss) (1945)
- The Seventh Veil (Compton Bennett) (1946)
- Odd Man Out (Carol Reed) (1947)
- Caught (Max Ophüls) (1949)
- Madame Bovary (Vincente Minnelli) (1949)
- The Reckless Moment (Max Ophüls) (1949)
- East Side, West Side (Mervyn LeRoy) (1982)
- The Desert Fox: The Story of Rommel (Henry Hathaway) (1951)
- Pandora and the Flying Dutchman (Albert Lewin) (1951)
- 5 Fingers (Joseph L. Mankiewicz) (1952)
- The Prisoner of Zenda (Richard Thorpe) (1952)
- Julius Caesar (Joseph L. Mankiewicz) (1953)
- The Desert Rats (Robert Wise) (1953)
- The Man Between (Carol Reed) (1953)
- A Star Is Born (George Cukor) (1954)
- Prince Valiant (Henry Hathaway) (1954
- 20000 Leagues Under the Sea (Richard Fleischer) (1954)
- Bigger Than Life (Nicholas Ray) (1956)
- Forever, Darling (Alexander Hall) (1956)
- Island in the Sun (Robert Rossen) (1957)
- Cry Terror! (Andrew L. Stone) (1958)
- North by Northwest (Alfred Hitchcock) (1959)
- Journey to the Center of the Earth (Henry Levin) (1959)
- The Trials of Oscar Wilde (Ken Hughes) (1960)
- The Marriage-Go-Round (Walter Lang) (1961)
- Lolita (Stanley Kubrick) (1962)
- The Fall of the Roman Empire (Anthony Mann) (1964)
- The Pumpkin Eater (Jack Clayton) (1964)
- Lord Jim (Richard Brooks) (1965)
- Georgy Girl (Silvio Narizzano) (1966)
- The Blue Max (John Guillermin) (1966)
- The Deadly Affair (Sidney Lumet) (1967)
- Stranger in the House (Pierre Rouve) (1967)
- Mayerling (Terence Young) (1968)
- The Sea Gull (Sidney Lumet) (1968)
- Age of Consent (Michael Powell) (1969)
- De la part des copains (Cold sweat) (Terence Young) (1970)
- Spring and Port Wine (1970) (Peter Hammond)
- Child's Play (Sidney Lumet) (1972)
- The Mackintosh Man (John Huston) (1973)
- The Last of Sheila (Herbert Ross) (1973)
- Mandingo (Richard Fleischer) (1975)
- Voyage of the Damned (Stuart Rosenberg) (1976)
- Cross of Iron (Sam Peckinpah) (1977)
- Jesus of Nazareth (Franco Zeffirelli) (televisieserie, 1977)
- Heaven Can Wait (Warren Beatty en Buck Henry) (1978)
- The Boys from Brazil (Franklin J. Schaffner) (1978)
- Murder by Decree (Bob Clark) (1979)
- Bloodline (Terence Young) (1979)
- Salem's Lot (televisiefilm, 1979)
- North Sea Hijack (Andrew V. McLaglen) (1980)
- The Verdict (Sidney Lumet) (1982)
- Ivanhoe (televisiefilm, 1982)
- Evil Under the Sun (Guy Hamilton) (1982)
- The Shooting Party (Alan Bridges) (1984)